# 서울일자리플러스센터
서울일자리플러스센터는 서울특별시가 청장년, 여성, 고령자 등 취업별 전문 상담과 수준별 직업훈련 및 취업알선부터 취업 후 사후 관리까지 1대1 맞춤형 토털서비스를 제공하고자 운영하는 센터로 2009년 1월 개소했다.
2009년 3월 5일 현재 기준으로, 총 2,863개의 업체가 기업회원으로 가입했고, 이 가운데 663개 기업이 서울일자리센터를 통해 1,399명의 채용공고를 냈다. 채용기업들의 직종별 채용현황을 보면, 관리직이 25%로 가장 많았고, 영업/판매(19%), 생산/기술(18%), 섬유/의복(11%), 시설관리(8.3%) 순이었다. 구직자는 30세 이상 54세 이하가 전체의 50% 이상을 차지했고 청년층, 고령층, 여성이 뒤를 이었다.
개소 1개월이 지난 서울일자리플러스센터는 1,293명에게 2,015건의 일자리를 알선했다. 이 중 취업에 성공한 사람은 262명이다. 현재 서울일자리플러스센터’의 취업상담은 17명의 전문상담사에 의해 진행된다.